# Alfons III. Aragonski
Alfons III. Aragonski, zvan i Slobodoumni (1265. – 18. lipnja 1291.) je bio kralj Aragonije i grof Barcelone (kao Alfons II. od 1285.)
Bio je sin Petra III. Aragonskog i Kostance Sicilijanske. Ubrzo nakon što je okrunjen za kralja, poduzeo je sve kako bi Balearsko otočje vratió u sastav Kraljevine Aragonije, koji su bili izgubljeni za vladanja njegova djeda, Jakova I. Aragonskog. Radi toga objavio je rat svom ujaku, Jakovu II. od Mallorce, i ponovo osvojio Mallorcu (1285.) i Ibizu (1286.)
Bio je u braku s Elenorom od Engleske, s kojom se vjenčao 15. kolovoza 1290., ali nisu imali djece. Umro je u 27. godini života, a sahranjen je u Barceloni.